# Emanuelle Beraudo di Pralormo
Emanuelle Beraudo di Pralormo, italijanski general, * 1887, † 1960.